# Agra schwarzeneggeri
Espèce
Agra schwarzeneggeri est une espèce de coléoptères carabides portant le nom de l'acteur Arnold Schwarzenegger. 
L'holotype a été collecté au Costa Rica et décrit pour la première fois en 2002. 

## Systématique
Le nom valide complet (avec auteur) de ce taxon est Agra schwarzeneggeri Erwin, 2002.

### Étymologie
L'épithète spécifique fait référence à Arnold Schwarzenegger, en raison du "fémur moyen" nettement développé (ressemblant au biceps) des mâles. Erwin a plus tard fait remarquer dans une interview que ses étudiants avaient préparée une image de A. schwarzeneggeri et l'avaient envoyée à Schwarzenegger lui-même : il l'avait signée « Merci d'avoir pensé à moi - Arnold » et l'avait renvoyée. 
Parmi les autres espèces du genre nommées par Terry L. Erwin figurent Agra liv en l'honneur de Liv Tyler, et Agra katewinsletae pour Kate Winslet.

### Publication originale
- Terry L. Erwin, « The Beetle Family Carabidae of Costa Rica: Twenty-nine new species of Agra Fabricius 1801 (Coleoptera: Carabidae, Lebiini, Agrina) », Zootaxa, vol. 119,‎ 2002, p. 1–68 (lire en ligne)

## Voir également
- Liste des animaux portant le nom d'une célébrité